# Borys Ljatoschynskyj

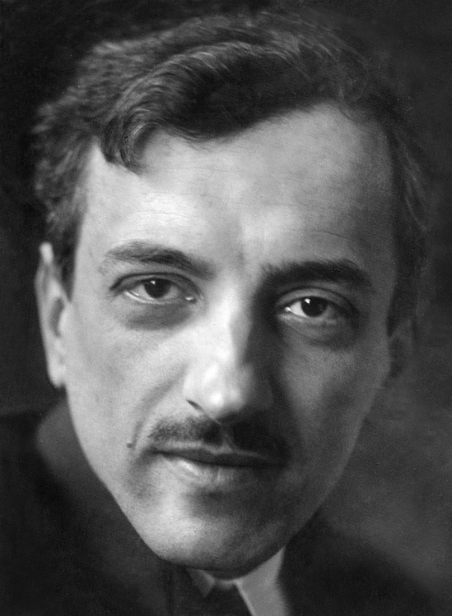
Borys Ljatoschynskyj 1920

Borys Mykolajowytsch Ljatoschynskyj (ukrainisch Борис Миколайович Лятошинський, Schreibweise des Nachnamens u. a. auch Ljatoschinski, Liatochinski, Lyatoshynsky, Ljatošinskij oder Lyatoshinsky; * 22. Dezember 1894jul. / 3. Januar 1895greg. in Schytomyr, Gouvernement Wolhynien, Russisches Kaiserreich; † 15. April 1968 in Kiew, Ukrainische SSR) war ein ukrainischer Komponist.

## Leben
Ljatoschynskyj stammte aus einer Lehrerfamilie und erhielt seit früher Kindheit Klavier- und Violinunterricht. Um 1910 verfasste er erste Kompositionen, die von örtlichen Musikern aufgeführt wurden. 1913 schloss er das Gymnasium ab und studierte in Kiew von 1914 bis 1918 Jura, zugleich aber auch Komposition am Konservatorium bei Reinhold Glière (mit Glière sollte ihn eine lebenslange Freundschaft verbinden; er vervollständigte nach dessen Tod auch dessen Violinkonzert op. 100). 1919 schloss er sein Musikstudium ab und wurde anschließend selbst Lehrer am Konservatorium Kiew, ab 1935 dort Professor für Komposition und Orchestration. 1935 bis 1938 sowie Anfang der 1940er Jahre lehrte er zugleich auch am Moskauer Konservatorium. Zu seinen Schülern gehörten unter anderem Leonid Hrabowskyj (* 1935), Witalij Hodsjazkyj, Walentyn Sylwestrow und Jewhen Stankowytsch. Seit 1956 hatte Ljatoschynskyj eine leitende Funktion im Sowjetischen Komponistenverband inne. Er starb 1968 in Kiew und ist dort auf dem Baikowe-Friedhof beerdigt.

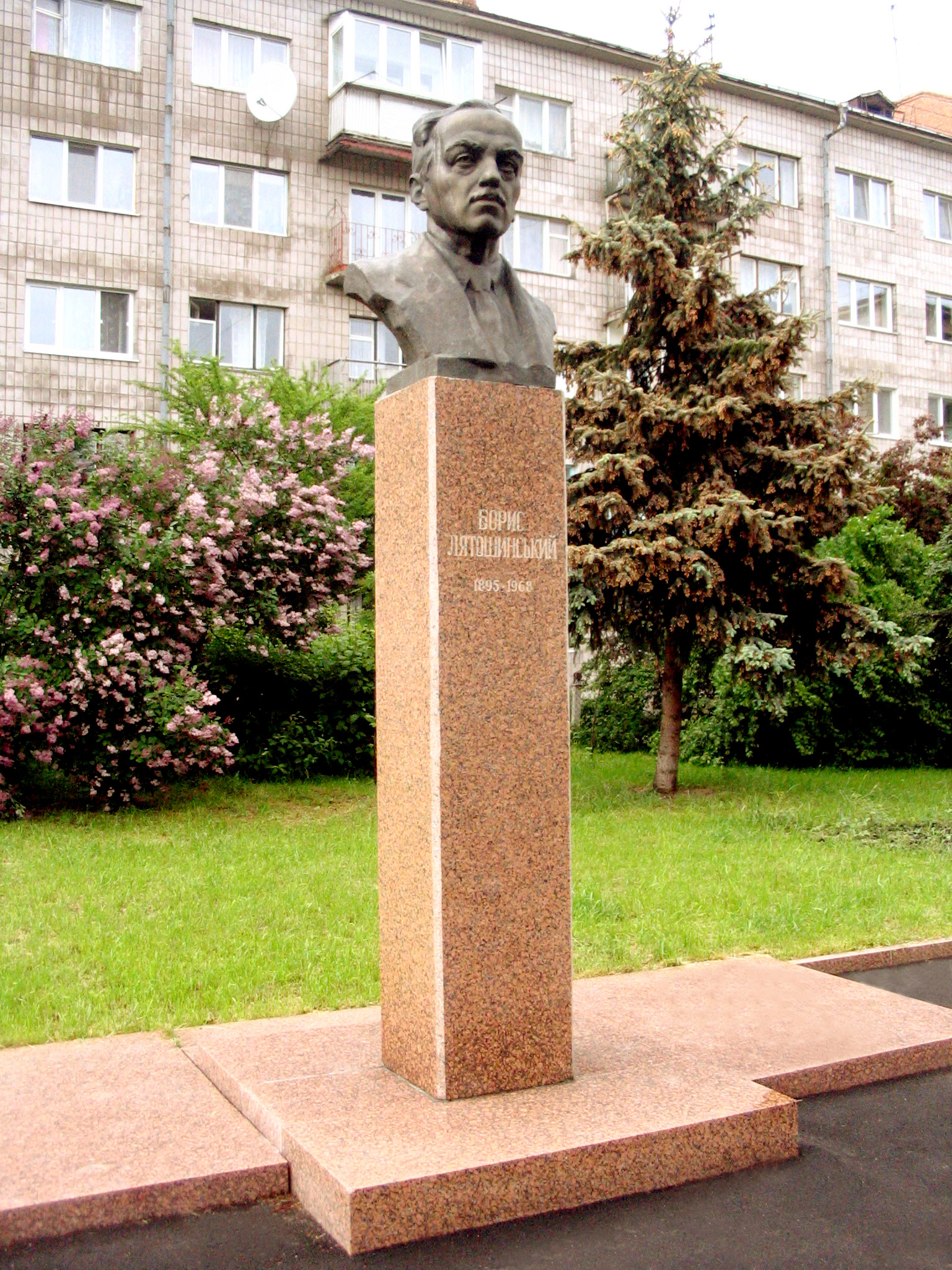
Ljatoschynskyj-Denkmal in Schytomyr

## Werk
Ljatoschynskyj schrieb unter anderem 2 Opern, 5 Sinfonien, Suiten, Ouvertüren und Tondichtungen für Orchester, ein Klavierkonzert, Kammermusik (u. a. 4 Streichquartette, 2 Klaviertrios, eine Violinsonate), Klavierwerke, Schauspielmusik, Lieder und Volksliedbearbeitungen, Chöre, Kantaten sowie Filmmusiken (u. a. zu Taras Schewtschenko; dt. Gesprengte Fesseln, von 1951).
Auswahl
- Symphonie Nr. 1, op. 2 (1917–1919). Der zweite Satz wurde 1917 unter dem Komponisten als „Lyrisches Poem“ uraufgeführt. Die Uraufführung des Gesamtwerks fand 1923 unter Reinhold Moritzewitsch Glière statt.[1]
- Symphonie Nr. 2, op. 26 (1935/36, überarb. 1940). Uraufführung 1964.[2]
- Symphonie Nr. 3, op. 50 (1951, überarb. 1954/55). Nach der erfolgreichen Uraufführung 1951 in Kiew im Rahmen eines Kongresses ukrainischer Komponisten forderte die sowjetische Zensur eine Überarbeitung des musikalisch ambivalenten, auch tragische Aspekte umfassenden Finales hin zu größerem Optimismus. In dieser Form, samt Tilgung des ursprünglichen Mottos Der Friede wird den Krieg besiegen, konnte die Symphonie erst 1955 wieder aufgeführt werden (in Leningrad durch die Leningrader Philharmoniker unter Jewgeni Alexandrowitsch Mrawinski.[2]). Mittlerweile wurde jedoch auch die Urfassung eingespielt.[3]
- Slawisches Konzert für Klavier und Orchester, Op. 5 (1953)
- Grazhyna, op. 58 (1955). Diese sinfonische Ballade entstand in memoriam Adam Mickiewicz.[1]
- Symphonie Nr. 4, op. 63 (1963). Uraufführung durch die Leningrader Philharmoniker unter Natan Rachlin.[4]
- Slawische Ouvertüre, op. 61 (1961)
- Symphonie Nr. 5 „Slovyanska“ („Slawische“), op. 67 (1965–1966)
- Ukrainisches Quintett für 2 Violinen, Bratsche, Cello und Klavier, op. 42 (1942/45)
- 5 Streichquartette
- 2 Klaviertrios
- Sonate für Violine und Klavier op. 19 (1926)
- 2 Klaviersonaten

Ljatoschynskyjs Werke zeigen sich zunächst von der romantischen Tradition (u. a. Borodin, Tschaikowski) beeinflusst, um dann harmonische Elemente der Tonsprache Alexander Skrjabins aufzunehmen. In den 1920er Jahren wandte sich Ljatoschynskyj unter Einfluss der mittel- und westeuropäischen Avantgarde einer polytonalen bis atonalen Schreibweise zu. Ab 1929 wurde seine Kompositionsweise schrittweise wieder harmonisch einfacher und griff verstärkt auf Elemente slawischer Volksmusik zurück. Seine 2. Sinfonie (1935/36) erregte das Missfallen der offiziellen Zensur und wurde trotz Revision erst 1964 uraufgeführt (ein dem der 4. Sinfonie von Dmitri Schostakowitsch vergleichbares Schicksal). Ljatoschynskyj erhielt jedoch auch zahlreiche Auszeichnungen, darunter zwei Staatspreise der Sowjetunion (1946 und 1952).